# Kácov (hrad)
Kácov (též Hrádek, Pustý hrad nebo Starý hrad) je zřícenina malého hradu jihozápadně od stejnojmenného městyse nad levým břehem Sázavy v okrese Kutná Hora. Nachází se na skalní věži ze tří stran chráněné velmi strmými až kolmými stěnami v nadmořské výšce asi 350 metrů. Od roku 1958 je chráněna jako kulturní památka.

## Historie
Lokalita bývala staršími badateli označována jako tvrz, ale Tomáš Durdík ji zařadil mezi hrady. U dochovaných písemných pramenů lze jen obtížně rozlišit, zda se vztahují k hradu nebo nedalekému městečku a tamní tvrzi. Podle archeologických nálezů (mimo jiné zlomek kachle s motivem husitských bojovníků) však hrad existoval ve druhé polovině patnáctého století a historické zprávy se tedy vztahují spíše ke tvrzi a městečku.
Zlomek kachle s motivem husitského bojovníka je ve sbírkách Národního muzea evidován jako zlomek z hradu Psáře u Kácova. Vedle uvedeného kachle bylo v roce 2005 evidováno dalších čtrnáct zlomků pozdně gotických reliéfních kachlů pocházejících z posázavského Kácova. Motivem dalšího kachlu je jezdec na velbloudu. Místo nálezu není přesně identifikováno.[zdroj⁠?!]
Dne 30. května 2020 byla zahájena oprava hradního komplexu. Správa hradu nedoporučuje dočasně objekt navštěvovat. Rekonstrukce byla rozvržena na pětileté období.

## Stavební podoba
V. S. Šála ve své práci z roku 1878 uvádí, že „dosud uvidíš tu zeď ku skále přiléhající, 1° širokou a 8° dlouhou, na rozích malými báněmi opatřenou; i rozsáhlost tvrze, ne příliš velikou, posud poznáš.“
Předpolí hradu, na kterém je pole a úzký pás lesa, se nachází nad terénní úrovní hradního jádra, ke kterému se prudce svažuje. Jádro bylo od svahu odděleno příkopem a dělilo se na dvě části. Přední část měla čtverhranný půdorys. Z její zástavby se částečně dochovala polookrouhlá věž, která zpevňovala čelní hradbu a část hradby na jihozápadní straně. Přední stranu chránil navíc parkán. Ostatní stavby zanikly a z terénních reliktů je výrazný zejména pozůstatek studny nebo cisterny. Zadní část jádra se nachází na vrcholu skaliska a má tvar obdélníku. Dochovalo se v ní jen do skalního masívu zahloubené nároží.
Písemná zpráva Eduarda Herolda z roku 1872 uvádí, že „na jedné skále viděti nepatrné zbytky okrouhlých základních zdí, nejspíše z hlásnice starého hradu kácovského; ostatní části hradu rozkládali se asi na prostoře vyvýšenější, která je nyní v role proměněna.“

## Horolezectví
Lokalita je využívána sportovci pro sportovní lezení po skále. Zdejší stěny nabízejí lezení v poměrně pevné skále ze sedmi výchozích bodů nazvaných Andrejka, Stěna Lajdáků, Kácovská Kráska, Velikonoční stěna, Vedle Velikonoční stěny, Hradní Zeď a Křídlo. Nejvyšší bod dosahuje výšky dvaceti metrů, průměrná výška je od třinácti do patnácti metrů.

## Pověst
Podle pověsti stával na hradě košenný most (most z košin a hatí), kterým se na druhou stranu přecházelo.